# 大贝特林根
大贝特林根是德国巴登-符腾堡州的一个市镇。总面积4.23平方公里，总人口4205人，其中男性2033人，女性2172人（2011年12月31日），人口密度994人/平方公里。